# Ariana Grande: Excuse Me, I Love You
Ariana Grande: Excuse Me, I Love You (stilizzato senza maiuscole) è un film documentario del 2020 diretto da Paul Dugdale.
Il docu-film è uscito il 21 dicembre 2020 direttamente su Netflix.

## Trama
Il documentario segue la cantante statunitense Ariana Grande durante il suo terzo tour mondiale, Sweetener World Tour, passando dalle esibizioni sul palco ai dietro le quinte.

## Produzione
Ariana Grande: Excuse Me, I Love You è stato diretto da Paul Dugdale. I produttori esecutivi accreditati sono la stessa Grande, Scooter Braun, Allison Kaye, Scott Manson, Jessie Ignjatovic e Evan Prager.

## Musiche
1. raindrops (an angel cried)
2. God is a woman
3. bad idea
4. break up with your girlfriend, I'm bored
5. R.E.M.
6. Be Alright
7. sweetener
8. Side to Side
9. 7 rings
10. Love Me Harder
11. breathin
12. needy
13. make up
14. Right There
15. You'll Never Know
16. Break Your Heart Right Back
17. NASA
18. Tattooed Heart
19. everytime
20. the light is coming
21. Into You
22. Dangerous Woman
23. Break Free
24. no tears left to cry
25. thank u, next